# Écorpain

Écorpain este o comună în departamentul Sarthe, Franța. În 2009 avea o populație de 320 de locuitori.